# Aaro Hellaakoski
Aaro Antti Hellaakoski, född 22 juni 1893 i Uleåborg, död 23 november 1952 i Helsingfors, var en finländsk poet och geograf.
Hellaakoski avlade filosofie doktorsexamen 1929. Han verkade från 1925 som lärare i naturalhistoria och geografi vid olika läroverk i Helsingfors, från 1935 vid normallyceet för flickor, där han var överlärare; han innehade 1930–1949 en docentur i geografi vid Helsingfors universitet.
Han debuterade som diktare 1916 och utgav inom loppet av ett decennium flera diktsamlingar. Därpå följde ett längre uppehåll, då han koncentrerade sig på forskning och undervisning, tills han väckte uppmärksamhet med sin 40-tals lyrik. År 1946 mottog han Aleksis Kivipriset. Han skrev även romaner, noveller och essäer samt utgav flera vetenskapliga arbeten om den postglaciala utvecklingen i Saimenområdet. Han var därtill amatörmålare, men förstörde de flesta av sina verk.